# Горбенко, Евгений Павлович
Евгений Павлович Горбенко (12 февраля 1910, Санкт-Петербург — 9 мая 1979, Новосибирск) — советский хормейстер, преподаватель музыки, первый главный хормейстер Новосибирского оперного театра. Заслуженный артист РСФСР (1955).

## Биография
Родился 12 февраля 1910 года в Санкт-Петербурге. Окончил Ленинградскую государственную академическую капеллу (1928), после чего работал музыкальным преподавателем в школах.
С 1936 года жил в Новосибирске, в 1936—1941 годах был хормейстером хора и пианистом-концертмейстером Новосибирского радиокомитета, в 1941 — дирижёром оперного ансамбля в Новосибирской филармонии.
С 6 июня 1944 по 1963 и с 1969 по 1978 — главный хормейстер Новосибирского театра оперы и балета, в 1963—1969 — хормейстер оперного театра.
В Новосибирске как хормейстер-постановщик реализовал свыше 50 оперных спектаклей, таких как «Иван Сусанин» (М. Глинка), «Кармен» (Ж. Бизе), «Евгений Онегин» (П. Чайковский), «Запорожец за Дунаем» (И. Дзержинский), «Фауст» (Ш. Гуно), «Пиковая дама» (П. Чайковский), «Севастопольцы» (М. Коваль, в 1947 – первая постановка), «Аида» (Дж. Верди), «Великая дружба» (В. Мурадели) и т. д.
Умер 9 мая 1979 года в Новосибирске. Похоронен на Заельцовском кладбище (квартал 55).

## Семья
- дочь — Татьяна Евгеньевна Горбенко (род. 1941) — главный хормейстер Новосибирского музыкального театра, заслуженная артистка Российской Федерации (1995)[2].

## Награды
В 1955 году Евгению Горбенко присвоено звание Заслуженного артиста РСФСР. Также удостоен медалей.